# Nienke Smit
Nienke Smit (december 1996) is een langebaanschaatsster en marathonschaatsster uit Nederland.
Smit rijdt voor team CENNED.
Bij de marathonwedstrijden rijdt Smit met beennummer 16.
In oktober 2021 startte Smit op de NK afstanden 2022 op het onderdeel massastart.

## Records

### Persoonlijke records[5]
| Afstand    | Tijd    | Datum            | Baan     |
| ---------- | ------- | ---------------- | -------- |
| 500 meter  | 45,10   | 31 januari 2015  | Enschede |
| 1000 meter | 1.29,29 | 24 oktober 2012  | Inzell   |
| 1500 meter | 2.15,67 | 15 november 2014 | Enschede |
| 3000 meter | 4.40,76 | 31 januari 2015  | Enschede |